# Widford, Hertfordshire
Widford är en by i distriktet East Hertfordshire i grevskapet Hertfordshire, England. Efter andra världskriget var det hem för Arthur Ernest Percival. "Apostle to the Indians", John Eliot (1604-1690) föddes i Widford. Byn har också påverkats av författaren Charles Lamb, vars mormor är begravd i socknen. Som barn vistades Lamm och hans syster Maria ofta vid Blakesware (revs 1830), nära Widford, där Maria Field, deras mormor var hushållerska till familjen Plumer. Lamm erinrade om dessa besök i hans essäer Blakesmoor in H—shire och Drömbarn.